# Germano Hasslocher
Germano Hasslocher Filho (Santa Cruz do Sul, 10 de julho de 1862 — Milão, 7 de fevereiro de 1911) foi um professor, advogado, jurista, político, escritor e jornalista brasileiro.

## Biografia
Filho de Germano Hasslocher, um dos fundadores de Santa Cruz do Sul e vereador em Porto Alegre, e de mãe francesa, Maria Alphonsine Durand. Casou com Paulina de Sousa Ferraz.
De família próspera, estudou no Colégio Souza Lobo e depois na Faculdade de Direito de São Paulo em São Paulo, não tendo completado o curso, mas se formando depois na Faculdade de Direito do Recife, em 1883. Retornou ao Rio Grande do Sul no final do regime monárquico, abrindo uma banca de advogado. Foi um dos fundadores e professor da Faculdade de Direito de Porto Alegre. Bateu-se pelo fim das touradas em Porto Alegre, condenando sua brutalidade, e alinhou-se aos abolicionistas.
Inicialmente filiado ao Partido Liberal, defendeu no jornal A Reforma a federalização do país. Após a Proclamação da República, entrou em conflito com Júlio de Castilhos e o Partido Republicano Riograndense (PRR), desgostoso com os rumos da Revolução Federalista de 1893. Mais tarde fez as pazes com Castilhos e ingressou no PRR, sendo um dos mais ativos membros do partido. Adotava uma postura anticlerical, acompanhando Gaspar Silveira Martins na luta pela liberdade de culto e de pensamento. Mesmo filiando-se ao PRR, por anos continuou desafiando a Igreja Católica, na figura do bispo Dom Cláudio Ponce de Leão.
Entre 1891 e 1892 foi promotor público em Porto Alegre. Em 1897 foi eleito deputado estadual e em 1900 deputado ao Congresso Nacional, o primeiro deputado federal gaúcho de origem germânica, sendo reeleito várias vezes e falecendo em exercício do mandato.
Foi cronista na Folha Nova, e diretor dos jornais Gazeta da Tarde e Jornal do Commercio. No Rio de Janeiro foi redator do jornal A Tribuna. Traduziu duas obras de Georges Ohnet: Derradeiro amor e A alma de pedra, participou das atividades da Sociedade Partenon Literário, e foi membro do Centro Literário de Porto Alegre. Publicou o romance naturalista A espelunca (1889) e os livros A verdade sobre a revolução (sobre a Revolução Federalista, 1893) e Desmascarando um hipócrita (1907).
Em 1911 foi solicitado a colaborar na redação do novo Código Penal pelo então presidente Hermes da Fonseca. Em viagem à Europa, onde buscava experiências que pudessem ajudar no caso brasileiro, veio a falecer subitamente em Milão. 
Segundo Sérgio da Costa Franco, foi "jornalista brilhante, mas agressivo, envolvendo-se em frequentes polêmicas. Em várias oportunidades investiu contra o clero e as ordens religiosas. Destacou-se-também na tribuna forense, como um eloquente e combativo advogado". Seu nome batiza uma rua em Porto Alegre.